# Willem Arntsz Hoeve

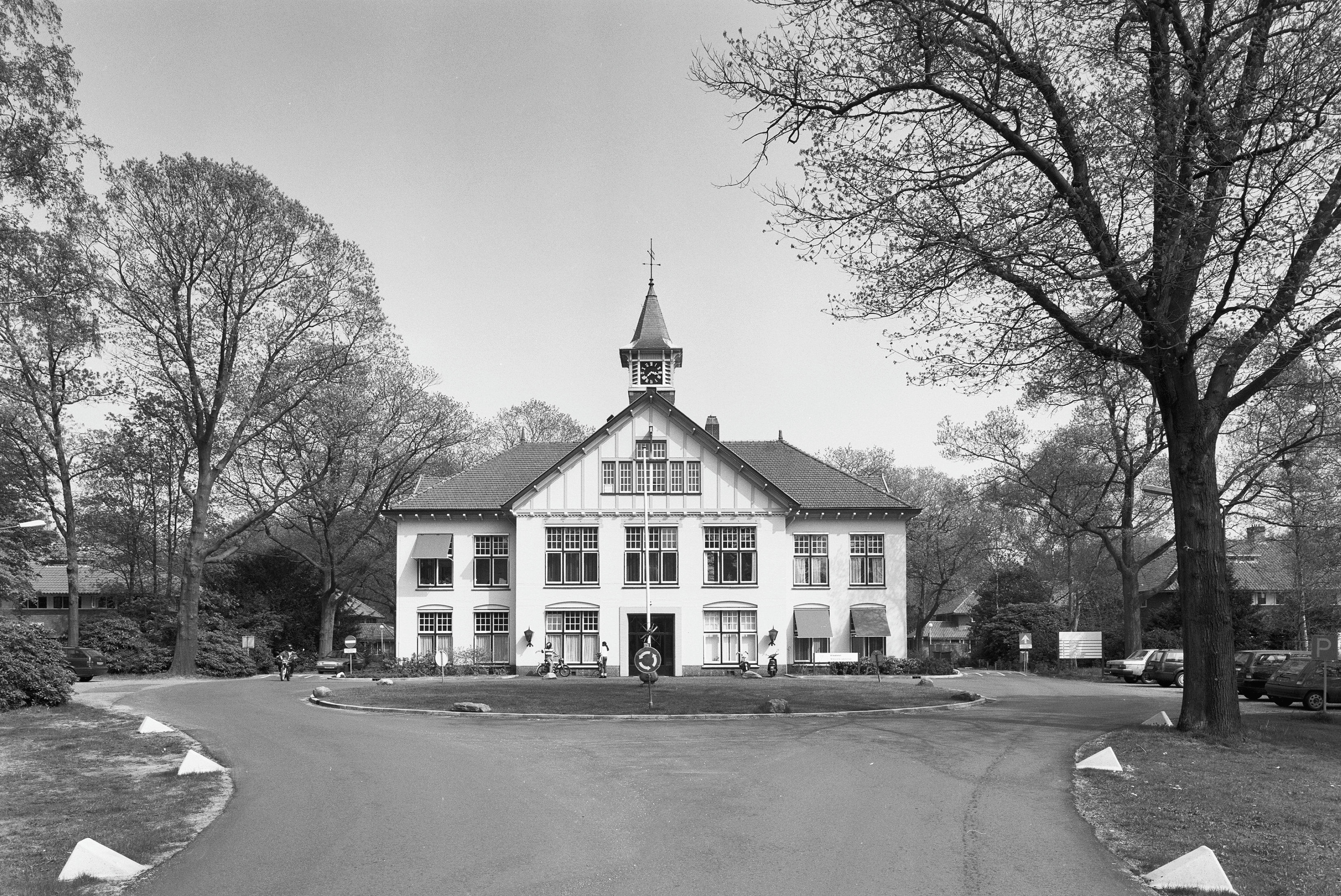
Hoofdgebouw

De Willem Arntsz Hoeve is een voormalig psychiatrisch zorgcomplex aan de Dolderseweg bij de Nederlandse plaats Den Dolder. Van de bebouwing van dit 'Buitengesticht' is het grootste deel nog aanwezig.
De instelling is genoemd naar de vermogende Utrechts schepen Willem Arntsz die in de 15e eeuw in zijn testament geld naliet aan de broeders van het St. Barbara- en het Bartholomeïgasthuis om een gasthuis voor geesteszieken te bouwen. Kort na zijn overlijden werd het Willem Arntsz Huis opgericht, in het centrum van Utrecht, aan de Agnietenstraat. De Willem Arntsz Stichting kocht in 1905 grond in Den Dolder om daar ook een vestiging op te richten, uit de overtuiging dat een meer doeltreffende genezing van de lijders van krankzinnigheid gevonden kon worden door een verpleging te midden van de schoonheid en de rust der vrije natuur. De aangekochte grond bij Den Dolder bestond uit enkele honderden hectare bosgrond langs de spoorverbinding Amersfoort-Utrecht. In 1907 wordt er het 'Buitengesticht' Willem Arntsz Hoeve gevestigd met als afdelingen Psychiatrie, Geriatrie en Oligofrenie (zwakzinnigenzorg). Er woonden ongeveer duizend patiënten.

## Boerderij
De Willem Arntsz Stichting, een Utrechtse psychiatrische instelling, was er in 1906 in geslaagd 207 hectare aaneengesloten terrein aan te kopen ten oosten van de Dolderseweg. Volgens de toenmalige psychiatrische inzichten verliep de genezing van patiënten voorspoediger in de rust van het buitenleven. Daarbij werd tegelijk gelegenheid geboden voor arbeidstherapie in de vorm van land- en tuinbouwactiviteiten. De boerderij werd voltooid in 1907 en kreeg een voor die tijd moderne inrichting met betegelde vloer en een ondergrondse mestafvoer. Het woongedeelte van de boerderij was extra groot en hoog om het grote aantal bewoners te huisvesten.

## Poggenbeek

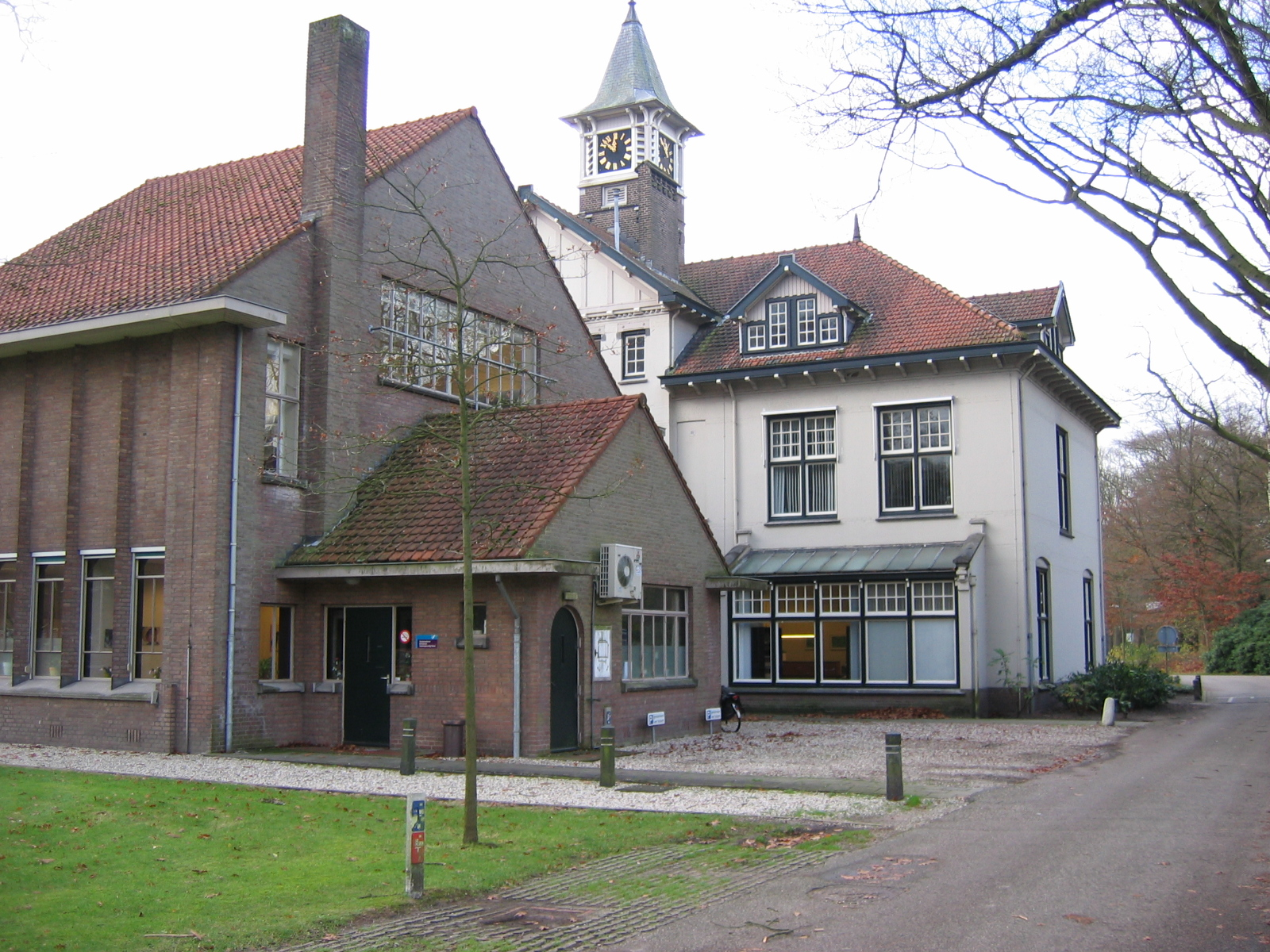
Directiegebouw

Na de boerderij werden woningen, dienstgebouwen en paviljoens voor de patiënten gebouwd. Ontwerper van deze eerste gebouwen in de stijl van de Amsterdamse School was de Amsterdamse architect Frans Poggenbeek. Hij had ervaring opgedaan met de bouw van ‘gesticht’ Duin en Bosch in Castricum en het Apeldoornse Bos in Apeldoorn. Na 1909 ontwierp hij onder meer een woning voor de geneesheer-directeur. In 1911 stonden op het terrein een hoofdgebouw, een gehoorzaal, een bedrijfsgebouw en een tiental paviljoens.

## Terrein
Het gebied ligt ingeklemd tussen de spoorweg in het zuiden en de Dolderseweg in het westen. De oostgrens wordt gevormd door de gemeentegrens van Zeist met Soest. Tegen het spoor lag een oude zandafgraving. Op het door Poggenbeek getekende terrein uit 1909 ligt het symmetrische deel centraal. Het feitelijke buitengesticht van functionele gebouwen en paviljoens ligt daarbuiten. De boerderij staat als enige gebouw aan de noordkant van de Boerderijlaan.

## Paviljoens

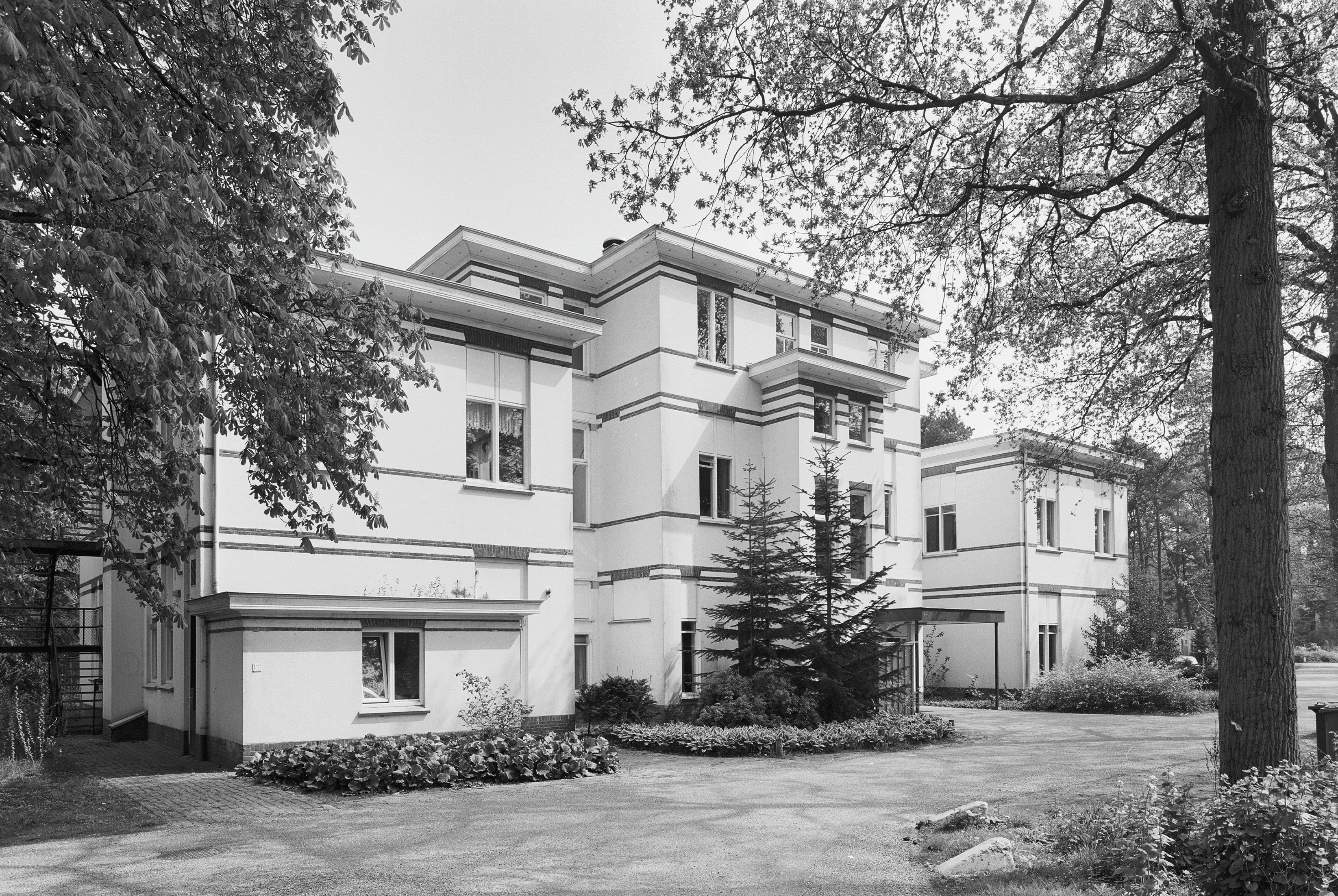
Paviljoen Wier

Aan de noordkant van de Directielaan stonden de paviljoens voor mannelijke patiënten, de vrouwenpaviljoens bevonden zich aan de zuidkant. De symmetrie van de bebouwing bevorderde ook de strikte scheiding tussen mannen en vrouwen. De eersteklas paviljoens staan het dichtst bij de as van het terrein, de tweedeklas paviljoens staan wat verder weg en de derdeklas paviljoens staan het verste weg. De paviljoens met de meest ‘onrustige’ lijders’ lagen het meest afgelegen. De noordkant staat op de kaart aangegeven als wei- en bouwland en moestuin (‘werkverschaffing patiënten’), de zuidkant kreeg de bestemming ‘wandelterrein voor patiënten of bouwland’. De ontworpen paviljoens zijn altijd licht van kleur.

## Vloeivelden
Aan de noordoostkant van het terrein lagen ‘bevloeiingsvelden’. Ze vormden een systeem voor openluchtcompostering van menselijke fecaliën. De riolering van alle gebouwen van de instelling kwam hierop uit via een leiding die langs het mortuarium naar de vloeivelden voerde. Het pompstation bij de vloeivelden is inmiddels verdwenen. De vloeivelden werden later eigendom van Het Utrechts Landschap.

## 1915 - 1927
Bouwactiviteiten in deze periode doen zich vooral aan de rand voor in de vorm van toevoeging van personeelswoningen aan de Dolderseweg. Een tweede, veel kleiner complex vloeivelden bij de boerderij is nu in gebruik als golfterrein.
Ten slotte is in de bouwfase 1909–1912 een begraafplaats aangelegd met een mortuarium ten noordoosten van de Directielaan. Deze begraafplaats is echter nooit gebruikt. De heide ten zuidwesten van de Directielaan is nog steeds aanwezig.

## Periode Menkens

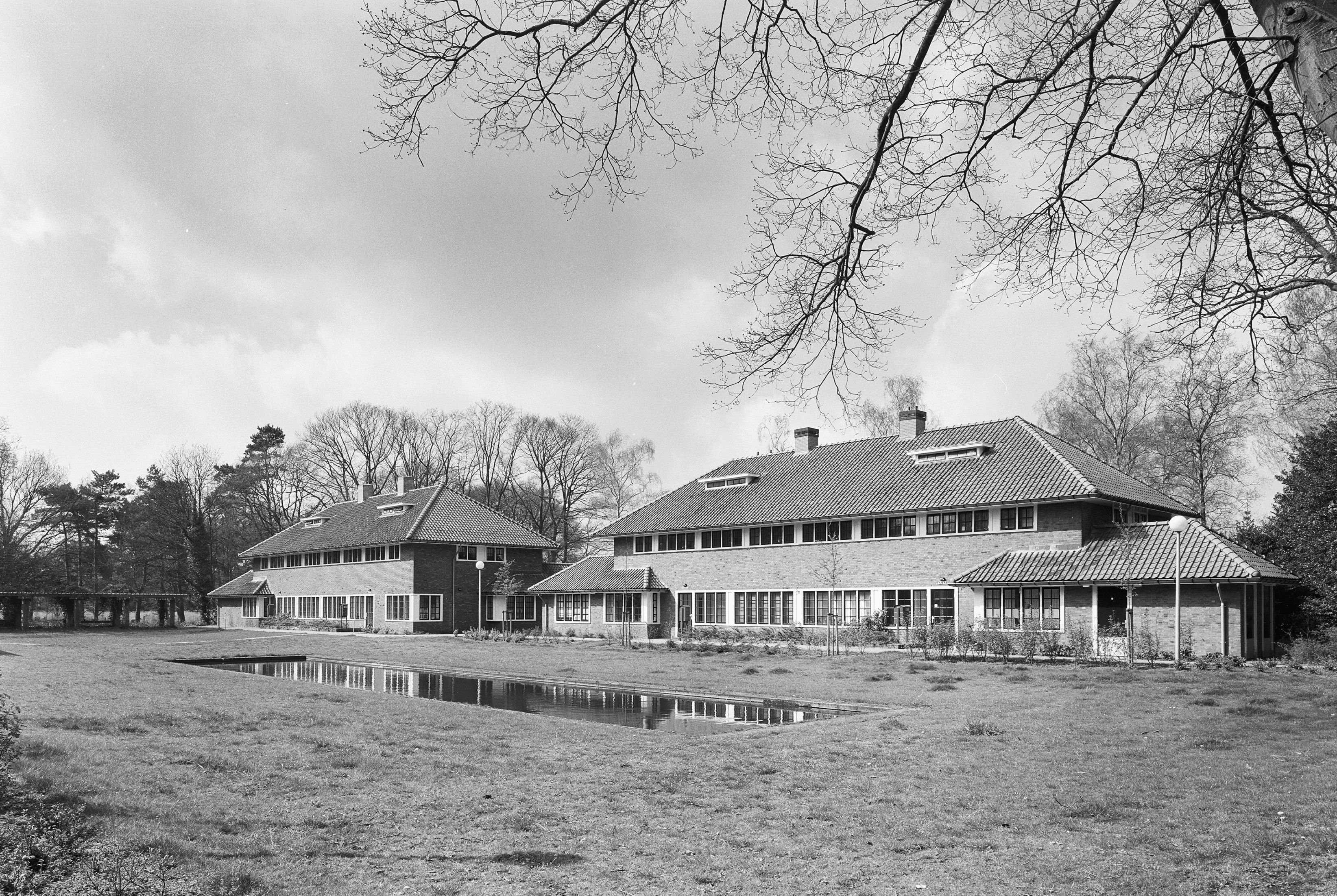
Zusterhuizen

In 1915 waren de paviljoens Antonia en Wilhelmina bedoeld voor patiënten die weer aan het gezinsleven moesten wennen. Deze gebouwen hadden dan ook het uiterlijk van vrijstaande burgerwoonhuizen.
Door de bouw van personeelswoningen aan de Dolderseweg ontstond een lintbebouwing. Ten zuiden van de Directielaan werden in 1928 twee vrouwenpaviljoens gebouwd, ten noorden ervan twee mannenpaviljoens. De scheiding mannen/vrouwen bleef met de bouw van deze vier paviljoens gehandhaafd. Tussen 1928 en 1931 werden, eveneens door Mertens, aansluitend zes dubbele zusterhuizen gebouwd aan weerszijden van de centrale as, vlak bij het directiegebouw. Dit complex de Vijverhof ontwierp Menkens in een U-vorm rond twee vijvers.

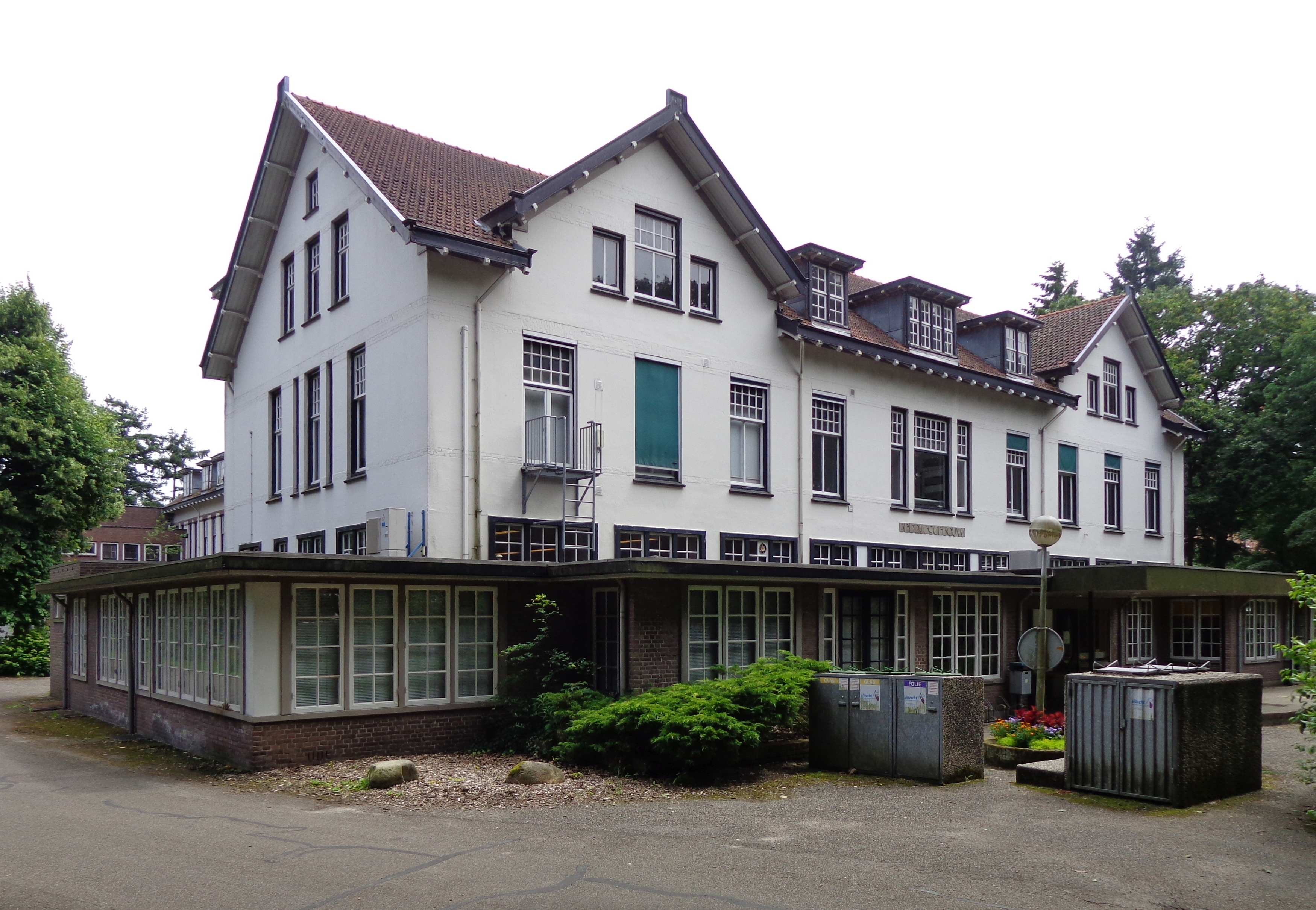
Bedrijfsgebouw

De bouw van het theehuis waar patiënten hun familie konden ontvangen betekende een verdere doorbreking van de symmetrie en van de strikte scheiding tussen mannen en vrouwen. Mertens liet ze zusterhuizen rond een hof bouwen. De centrale as werd in 1937 zelf verdicht met een ketelhuis en een nieuw werkplaatsgebouw met ruimtes voor timmer- en schilderwerk, een mattenmakerij: het Carré. Dit Carré bestaat uit een complex dat aan drie zijden een binnentuin omsluit. Net als Poggenbeek paste Mertens veel en grote ramen toe, zoals in de paviljoens, de werkplaatsen in het Carré.

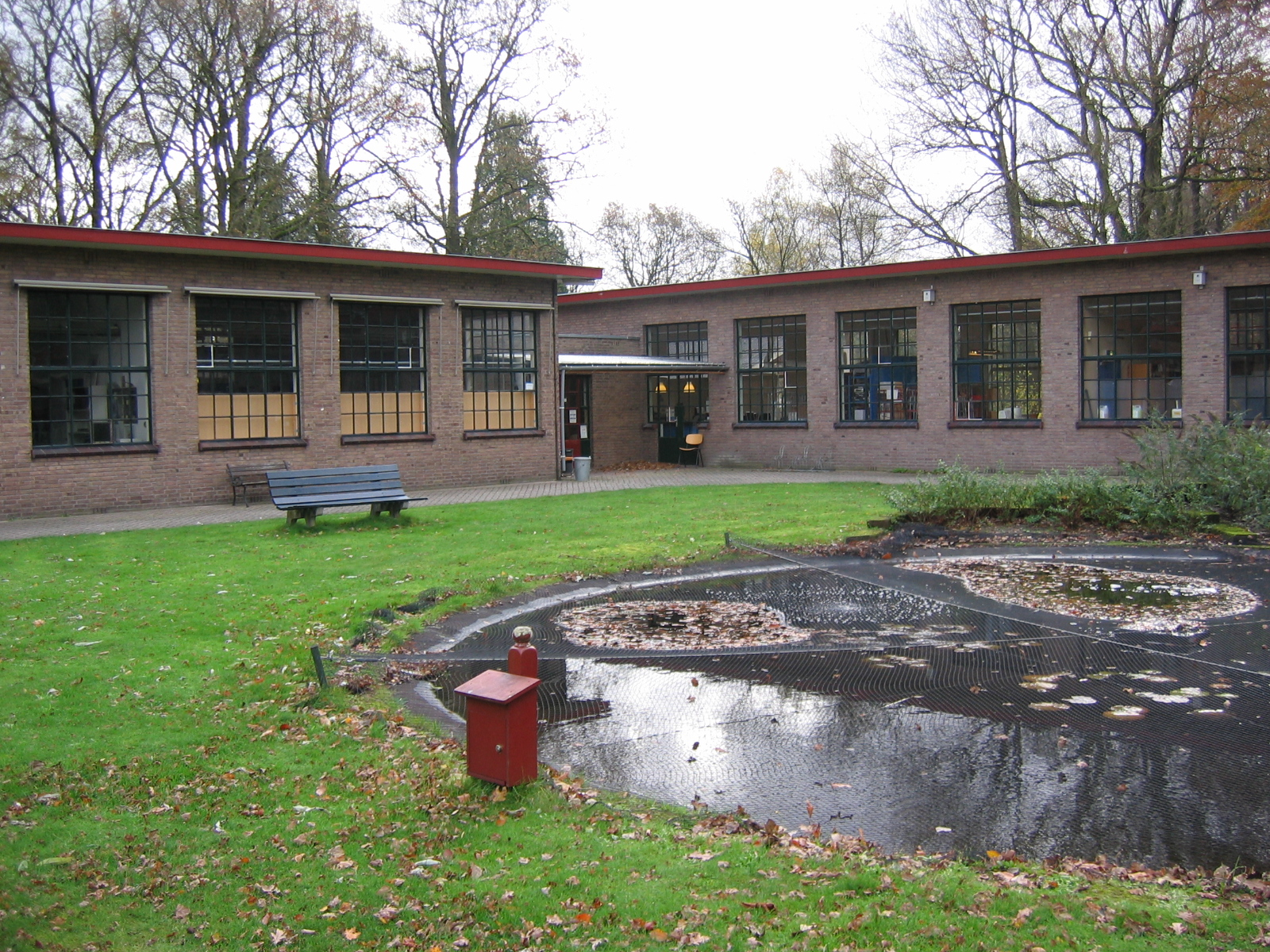
Werkplaatspaviljoens, gegroepeerd in een carrévorm

## Tweede Wereldoorlog
In 1942 werd de Willem Arntsz Hoeve overgenomen door de Nationaal Socialisten met C.G.J. Keulemans als geneesheer-directeur. Op het terrein werden ook patiënten uit inrichtingen uit Santpoort en Medemblik ondergebracht. De nieuw aangekomenen kwamen uit tehuizen die in de Atlantikwall lagen. De omstandigheden op het overvolle terrein waren ellendig. Er waren weinig medicijnen en grote voedsel- en brandstoftekorten. Alleen al in de hongerwinter zouden 477 patiënten sterven. Tijdens de Tweede Wereldoorlog zouden in totaal meer dan 1100 patiënten overlijden. Dit kwam door actieve verwaarlozing, maar ook door het uitbreken tyfus, tuberculose en longontsteking. De lichamen werden meest met paard en wagen naar de algemene begraafplaats in Zeist gebracht. De nabestaanden bleven vaak lang in onzekerheid over hun familielid.

## Na de Tweede Wereldoorlog
In 1955 werd door Johan van Heerde op het bestaande ketelhuis een winkeltje ontworpen, met de werkplaats voor vrouwelijke patiënten erachter, nu ‘t Heuveltje genaamd. Pas in de jaren werd weer op grotere schaal gebouwd. In 1967 verrees het Deltahuis, de latere Centrale Receptie. In de jaren zeventig en tachtig werd Dennendal uitgebreid met uitgestrekte, maar lage gebouwen. Enkele van de paviljoens van Poggenbeek en Mertens werden in die periode gesloopt.
In de psychiatrie verschoven de inzichten en werd ingezet op het voorbereiden en terugkeer van de patiënten in de maatschappij. Tevens werden bestaande gebouwen vervangen door kleinschalige nieuwbouw op het terrein. Voorbeelden hiervan was de nieuwbouw van Erasmus, Korenveld en Roosenburg.

## Huidige situatie
Het terrein van de Willem Arntsz Hoeve is nu over verschillende eigenaren verdeeld. Het geestelijke gezondheidszorg conglomeraat Stichting Altrecht, de opvolger van de Willem Arntsz Hoeve, is eigenaar van het zuidelijke deel van het terrein. De Stichting Reinaerde, als opvolger van Dennendal, heeft het noordelijk deel van het bebouwde terrein in haar bezit. Het Utrechts Landschap is eigenaar van het heide- en bosgebied ten oosten en ten westen daarvan, het huidige Willem Arntszbos. De boerderij, de wasserette en de werkplaatsen werden in 2016 door kunstenaars en 'antikraak' bewoond. 
De huidige situatie bestaat uit de voornamelijk historische bebouwing in de middenas. Een aantal van de historische paviljoens aan de dwarsassen is verdwenen. De lanenstructuur bleef redelijk bestaan. 
Door veranderde inzichten in de psychiatrie nam de leegstand toe. Eigenaar Altrecht gaat daarom de panden afstoten en zal op termijn de locatie verlaten. Op het terrein zal woningbouw gaan plaatsvinden, maar ook wordt rekening gehouden met de ligging van het terrein in de Nederlandse Ecologische Hoofdstructuur.